# 수청중학교
수청중학교(水淸中學校)는 대한민국 충청남도 당진시에 있는 공립 중학교이다.

## 학교 연혁
- 2021년 7월 30일 : 수청중학교 설립인가(31학급)
- 2024년 3월 1일 : 수청중학교 개교
- 2024년 3월 1일 : 제1대 신동원 교장 부임
- 2024년 3월 4일 : 제1회 입학식(10학급 234명)
- 2025년 1월 6일 : 제1회 졸업식(2학급 24명)
- 2025년 3월 4일 : 2025년도 입학식(10학급 246명)